# Conostegia polyandra
Conostegia polyandra är en tvåhjärtbladig växtart som beskrevs av George Bentham. Conostegia polyandra ingår i släktet Conostegia och familjen Melastomataceae. Inga underarter finns listade i Catalogue of Life.